# Portugala inchoata
Portugala inchoata is een slakkensoort uit de familie van de Hygromiidae. De wetenschappelijke naam van de soort is voor het eerst geldig gepubliceerd in 1845 door Morelet.